# Motion graphics
A motion graphics a számítógépes grafika olyan ága, mely számítógépes animációk és modellek segítségével kelti a mozgás, az átalakulás látszatát. A motion graphics technikával létrehozott mozgóképre általában hangot kevernek, és multimédiás munkákban, animációs filmekben, reklámokban használják fel az így készült anyagot. A motion graphics kifejezés hasznos, ha különbséget akarunk tenni a hagyományos definíció szerinti film és a fenti módon létrehozott filmek között. Számos nagy cég gyárt motion graphics szoftvereket, az ismertebbek: Cinema 4D (gyártó: Maxon), 
After Effects (Adobe), Maya (Autodesk), 3D Studio Max (Autodesk), Blender (The Blender Foundation), Nuke, (The Foundry).

## Lásd még
- Animációs film
- CGI
- Demoscene
- Számítógépes grafika

## Külső hivatkozások
- Motion Graphics ihlet
- Motionographer Archiválva 2021. március 8-i dátummal a Wayback Machine-ben: A legjobb motion graphics munkák tárháza
- Mograph.net Archiválva 2012. május 2-i dátummal a Wayback Machine-ben: Motion graphics fórum
- Video about motion design